# Epilobium mirabile
Epilobium mirabile är en dunörtsväxtart som beskrevs av Trelease och Charles Vancouver Piper. Epilobium mirabile ingår i släktet dunörter, och familjen dunörtsväxter. Inga underarter finns listade i Catalogue of Life.